# Martín Muñoz de la Dehesa
Martín Muñoz de la Dehesa település Spanyolországban, Segovia tartományban. Martín Muñoz de la Dehesa Arévalo, Donhierro, Rapariegos és Codorniz községekkel határos. Lakosainak száma 307 fő (2024).

## Népesség
A település népessége az elmúlt években az alábbi módon változott:
| Lakosok száma | 190  | 188  | 179  | 197  | 209  | 220  | 227  | 235  | 245  | 307  |
|               | 2001 | 2004 | 2007 | 2009 | 2012 | 2014 | 2017 | 2019 | 2022 | 2024 |